# Російська караульна рота «Гомель» (Вермахт)
Російська караульна рота «Гомель» — колабораціоністське бойове з'єднання у складі Вермахту, що було утворене у 1942 році на теренах окупованої Білорусі та виконувало завдання караульної служби в Гомелі.

## Формування
Вбачаючи некомплект в своїх дивізіях німецькі польові командири ще з літа 1941 року почали посилено заповнювати бойовий розклад радянськими військовополоненими. Вбачаючи необхідність несення караульної служби частина військовополонених направляється в окремі караульні роти, що створювалися при кожній міській комендатурі. У 1942 році майже кожен з підрозділів, що діяв Східному фронті мав одну, а іноді й дві «східні роти», корпус — роту або батальйон. Крім того, у розпорядженні командування армійських тилових районів було по кілька східних батальйонів і ягдкоманд, а у складі охоронних дивізій — східні кавалерійські дивізіони і ескадрони. Так, у Гомелі в 1942 році була сформована окрема російська караульна рота «Гомель».

### Командування
Командний склад караульної роти «Гомель» формувався з числа колишніх радянських офіцерів, які виявили бажання служити Третьому Рейху та пройшли спеціальну перевірку.

### Підпорядкування
Рота підпорядковувалася міській комендатурі Гомеля та особисто бургомістру.

## Доля підрозділу
Вбачаючи постійні реорганізації охоронних частин на базі роти в кінці травня 1942 року був сформований 601-й ост-батальйон «Березина».